# Andernay
Andernay és un municipi francès situat al departament del Mosa i a la regió del Gran Est. L'any 2007 tenia 240 habitants.

## Demografia

### Població
El 2007 la població de fet d'Andernay era de 240 persones. Hi havia 92 famílies, de les quals 24 eren unipersonals (8 homes vivint sols i 16 dones vivint soles), 28 parelles sense fills, 36 parelles amb fills i 4 famílies monoparentals amb fills.
La població ha evolucionat segons el següent gràfic:
Habitants censats

### Habitatges
El 2007 hi havia 107 habitatges, 97 eren l'habitatge principal de la família, 5 eren segones residències i 5 estaven desocupats. 102 eren cases i 5 eren apartaments. Dels 97 habitatges principals, 81 estaven ocupats pels seus propietaris i 16 estaven llogats i ocupats pels llogaters; 1 tenia dues cambres, 12 en tenien tres, 25 en tenien quatre i 59 en tenien cinc o més. 79 habitatges disposaven pel capbaix d'una plaça de pàrquing. A 43 habitatges hi havia un automòbil i a 40 n'hi havia dos o més.

### Piràmide de població
La piràmide de població per edats i sexe el 2009 era:
| Homes | Edats   | Dones |
| ----- | ------- | ----- |
| 0     | 95 o +  | 0     |
| 0     | 90 a 94 | 0     |
| 0     | 85 a 89 | 0     |
| 0     | 80 a 84 | 0     |
| 8     | 75 a 79 | 0     |
| 8     | 70 a 74 | 16    |
| 0     | 65 a 69 | 4     |
| 8     | 60 a 64 | 12    |
| 12    | 55 a 59 | 16    |
| 4     | 50 a 54 | 8     |
| 8     | 45 a 49 | 4     |
| 0     | 40 a 44 | 4     |
| 8     | 35 a 39 | 4     |
| 16    | 30 a 34 | 12    |
| 4     | 25 a 29 | 8     |
| 8     | 20 a 24 | 4     |
| 0     | 15 a 19 | 8     |
| 12    | 10 a 14 | 16    |
| 8     | 5 a 9   | 8     |
| 4     | 0 a 4   | 0     |

## Economia
El 2007 la població en edat de treballar era de 155 persones, 116 eren actives i 39 eren inactives. De les 116 persones actives 106 estaven ocupades (59 homes i 47 dones) i 10 estaven aturades (2 homes i 8 dones). De les 39 persones inactives 13 estaven jubilades, 14 estaven estudiant i 12 estaven classificades com a «altres inactius».

### Ingressos
El 2009 a Andernay hi havia 99 unitats fiscals que integraven 243 persones, la mediana anual d'ingressos fiscals per persona era de 16.755 €.

### Activitats econòmiques
Dels 5 establiments que hi havia el 2007, 1 era d'una empresa de fabricació de material elèctric, 1 d'una empresa de fabricació d'altres productes industrials, 2 d'empreses de construcció i 1 d'una empresa de serveis.
Dels 2 establiments de servei als particulars que hi havia el 2009, 1 era una fusteria i 1 lampisteria.
L'any 2000 a Andernay hi havia 3 explotacions agrícoles.

## Equipaments sanitaris i escolars
El 2009 hi havia una escola elemental.

## Poblacions més properes
El següent diagrama mostra les poblacions més properes.